# Trabi Museum Berlin
Das Trabi Museum Berlin ist ein Automuseum in Deutschland.

## Geschichte
Das Museum wurde am 1. Juni 2014 eröffnet. Betrieben wird es von André Prager. Der Standort ist nahe dem Checkpoint Charlie im Berliner Ortsteil Kreuzberg. Es ist täglich geöffnet.

## Ausstellungsgegenstände
Es ist ein Museum für Fahrzeuge der Marke Trabant. Ausgestellt sind 20 Autos und 3 Motoren. Außer Originalmodellen von P 50, 600 und 601 sind einige Umbauten zu sehen. Genannt sind der schnellste und der teuerste Trabant, ein Panzer-Trabi und „Pension Sachsenruh“, ein Trabant mit Dachzelt. 2014 waren auch ein AWZ P 70 und ein DKW F 2 als Gerätewagen ausgestellt.

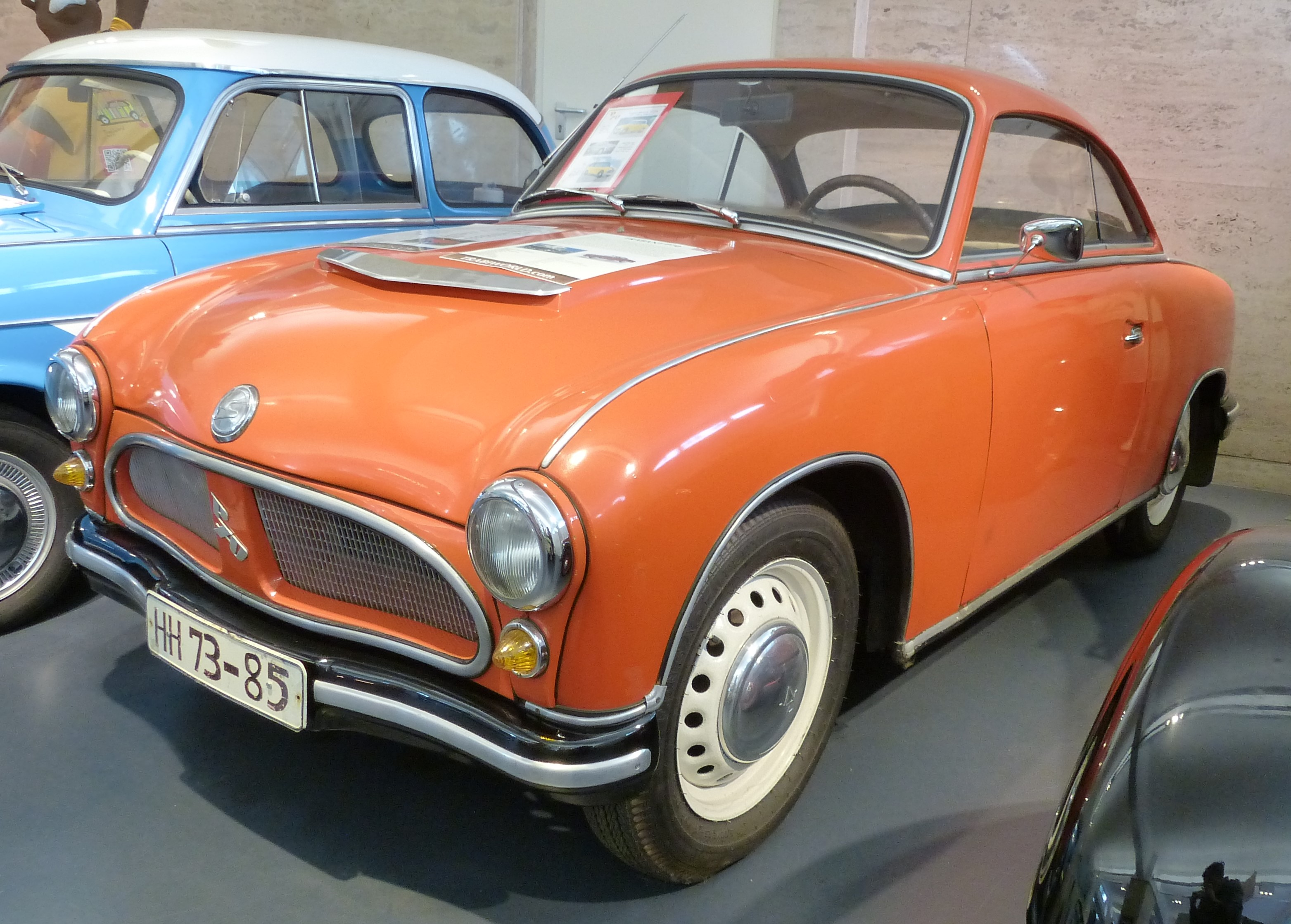
AWZ P 70 Coupé
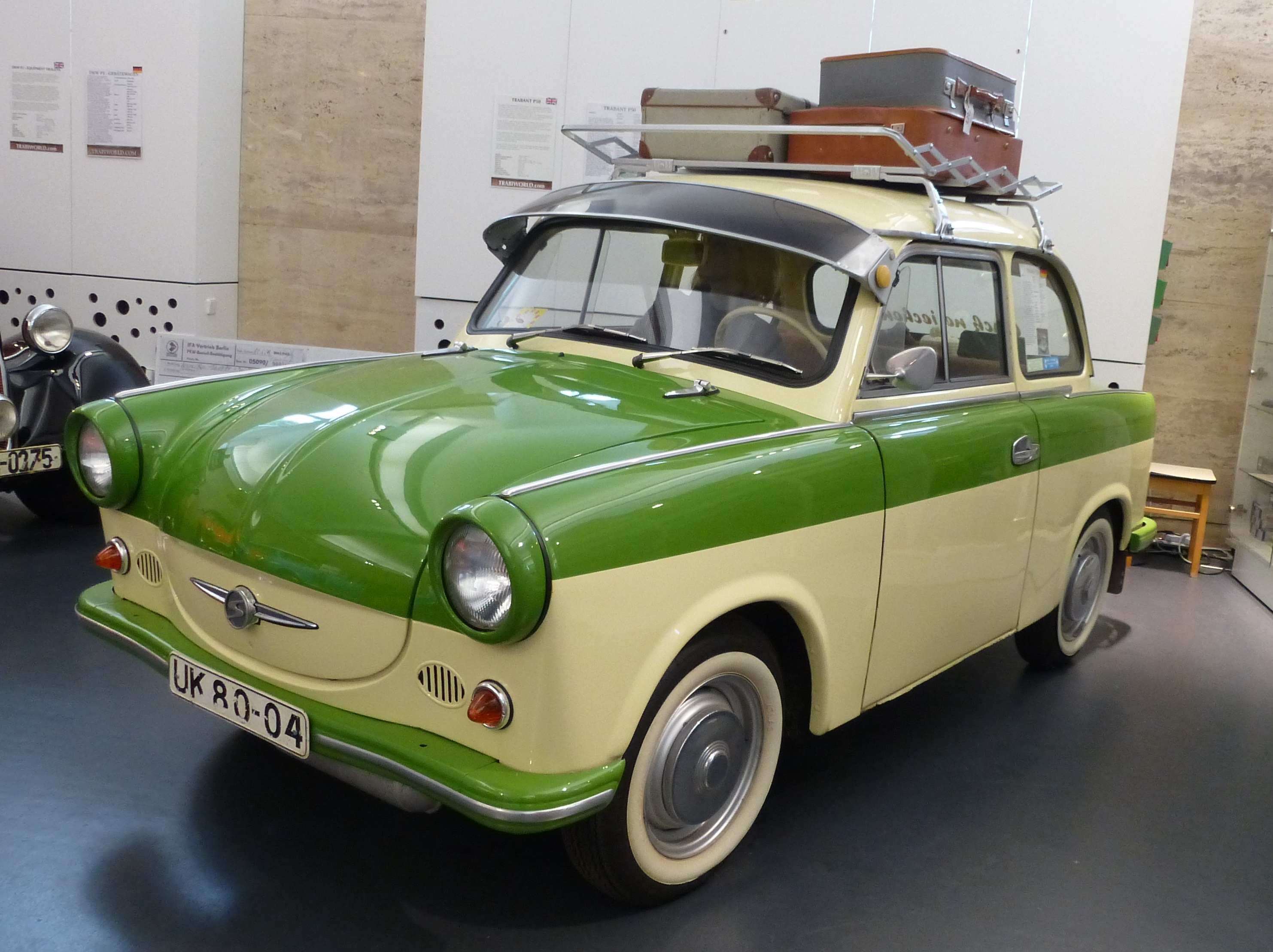
Trabant P 50
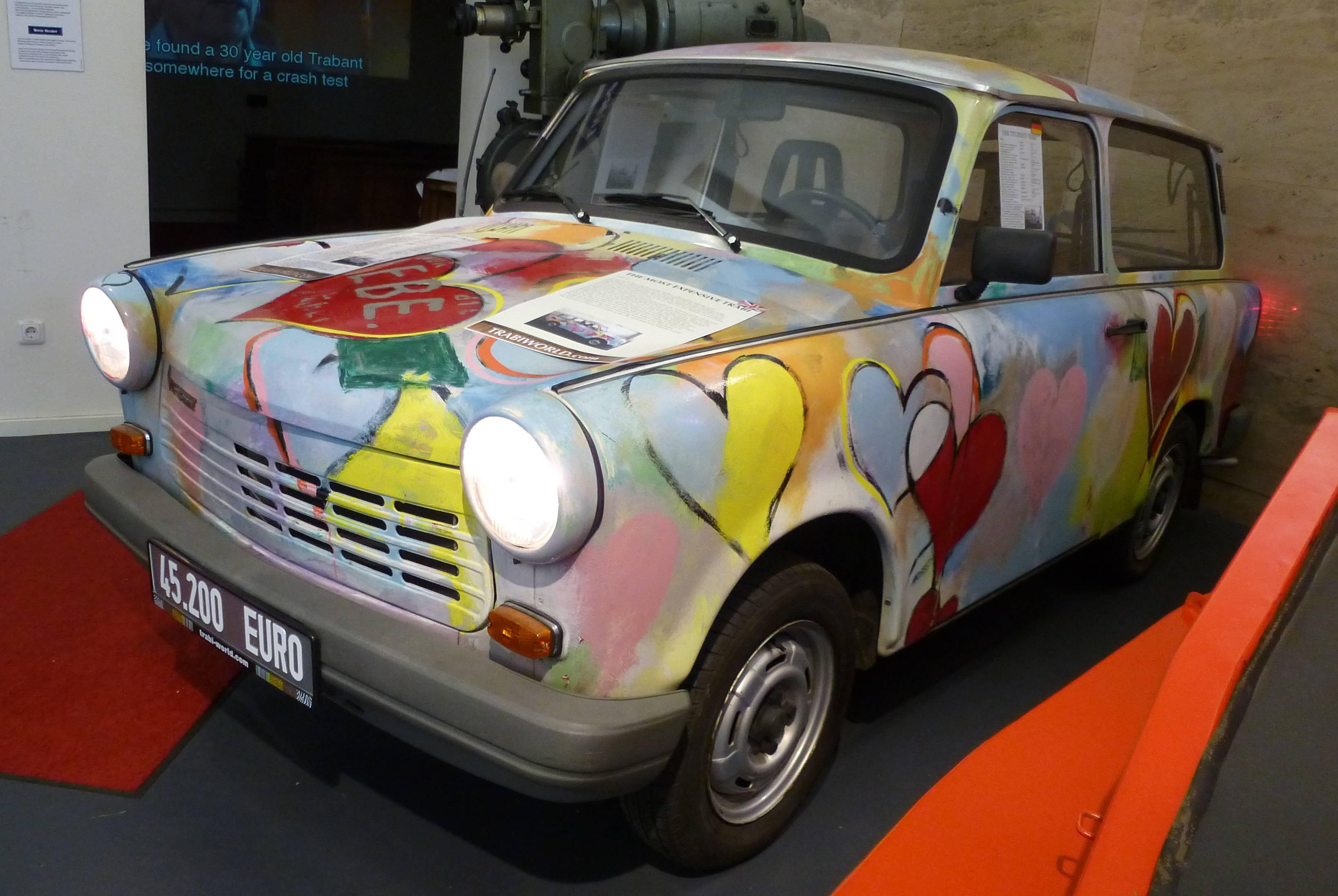
Trabant 1.1 Universal